# 99 Bishopsgate
99 Bishopsgate je komerční mrakodrap v Londýně. Nachází se na Bishopsgate, hlavní dopravní tepně ve finanční čtvrti City of London. Budova je vysoká 104 metrů a má 25 kancelářských pater s celkovou čistou pronajímatelnou plochou přibližně 30 000 metrů čtverečních. Na úrovních sníženého přízemí a ve 14. a 27. podlaží jsou k dispozici další tři provozní patra.
Původní jádro a ocelová konstrukce byly dokončeny v roce 1976.  V té době měla budova nejrychlejší výtahy v Evropě, které jezdily rychlostí až 6,5 metru za sekundu. V budově sídlila pouze banka HSBC, dokud se organizace nepřestěhovala na 8 Canada Square v Canary Wharf (tato budova se následně stala známou jako HSBC Tower).
V roce 1993 byla budova 99 Bishopsgate poškozena výbuchem nálože umístěné v nákladním voze Prozatímní Irské republikánské armády. Tento útok také způsobil poškození sousední budovy Tower 42. 
Po dobu 14 měsíců byla budova kompletně zrekonstruována. To vedlo k podstatnému zlepšení opláštění a převýšení fasády, které mírně zvedlo její celkovou výšku. Byly také vytvořeny větší, otevřené podlahové plochy. V polovině roku 1995 byla znovu otevřena jako kancelářská věž s mnoha pronájmy a v současné době ji vlastní (pronajímá) společnost Hammerson a spravuje ji CBRE Group.
Společnost CBRE vypracovala pro budovu 99 Bishopsgate certifikát energetické náročnosti (EPC), který budovu ohodnotil stupněm „C“. Faktory, které ovlivnily toto hodnocení, jsou vliv specifikace energeticky účinných zařízení a vybavení při rekonstrukcích a standard informací týkajících se budovy, které byly zpřístupněny pro účely výpočtu EPC. Vzhledem ke stáří budovy je hodnocení „C“ považováno za působivé.
Budovou prochází veřejná cesta, která je součástí systému „highwalk“ londýnského City a spojuje most pro pěší přes London Wall s chodníky kolem Toweru 42.
Dne 31. ledna 2025 schválilo londýnské zastupitelstvo plány na výstavbu nové 54patrové věže na tomto místě. Demolice stávající budovy má být zahájena v roce 2026.

## Nájemníci
- Huawei Technologies
- Latham & Watkins
- MBIA
- RELX
- LANDMARK
- Openwork
- MULTIPLEX
- BCS

## Sousední budovy
- 100 Bishopsgate, mrakodrap naproti
- Heron Tower, který se nachází na adrese 110 Bishopsgate
- Seznam nejvyšších budov a staveb v Londýně
- St Ethelburga's Bishopsgate, kostel naproti
- 22 Bishopsgate, mrakodrap poblíž